# Michel Herjean
Michel Herjean, né le 11 décembre 1943 à Brest et mort le 7 octobre 2022 à Pabu,, est un militant syndicaliste français et un indépendantiste breton.

## Biographie
Michel Herjean participe activement aux événements de mai 1968 et à toutes les luttes à l’arsenal de Brest. Il est membre de la CFDT, syndicat alors autogestionnaire. Il adhère à Strollad ar Vro en 1973 et est candidat aux élections cantonales (canton de Brest-Recouvrance) où il s'opposera à Francis Le Blé, maire PS de Brest. Plus tard, il rejoint le FASAB (Front Autonomiste Socialiste Autogestionnaire Breton). Il s'investit dans les luttes populaires en Bretagne (comité antinucléaire, anti-remembrement, anti-marées noires) à l’intérieur des COBAR. Il est surnommé « Mouche ».
Arrêté en 1978 dans les jours qui suivent l'attentat du château de Versailles, il obtient un non-lieu dans ce dossier. Membre du FLB-ARB de 1974 à 1981, considéré comme instructeur en explosif, il est jugé par la Cour de sûreté de l'État en 1979. Il est emprisonné jusqu'au 4 août 1981, date à laquelle il bénéficie de l'amnistie présidentielle.
Il sera accusé par certains militants d'avoir participé à la restitution de quelques kilos d'explosif au juge anti-terroriste Gilbert Thiel en décembre 2000 en échange de la libération de certains activistes emprisonnés.
Membre cofondateur (1983) d'Emgann, il en sera le secrétaire aux affaires internationales pendant plusieurs années avant d'en être écarté.
Membre actif de Skoazell Vreizh depuis 1985, il en devient le secrétaire général en 1989 jusqu'en 2003 où il en est exclu pour des manquements dans la gestion de la trésorerie de l'association et avoir voulu organiser l'exclusion de certains membres fondateurs.
En 1984, il organise et structure avec José Luis Álvarez Santacristina (es) (Txelis) un réseau d'hébergement de réfugiés basques en Bretagne.